# Wilhelm-Gustloff-Stiftung

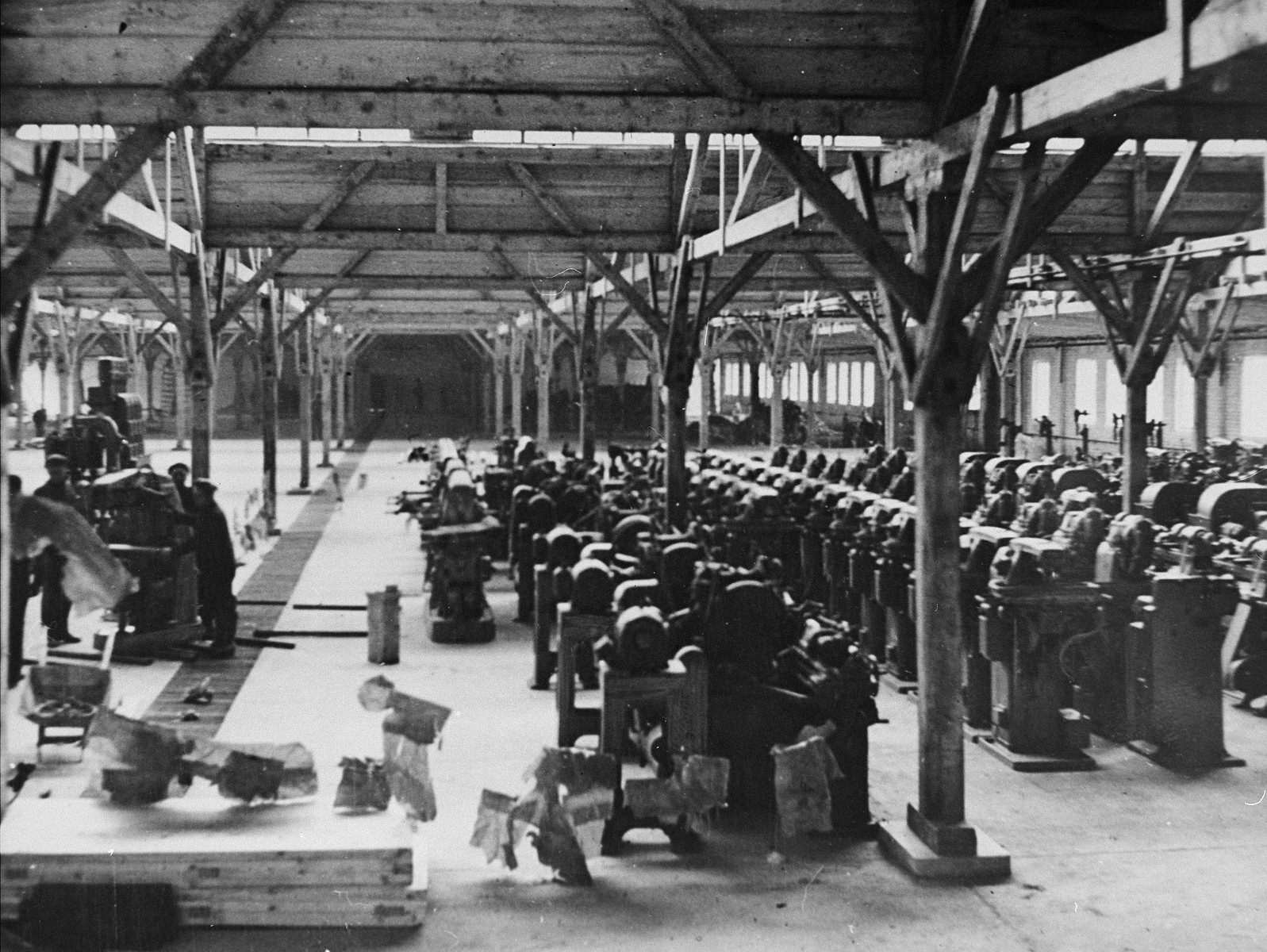
Buchenwald Rüstungswerk, 1945

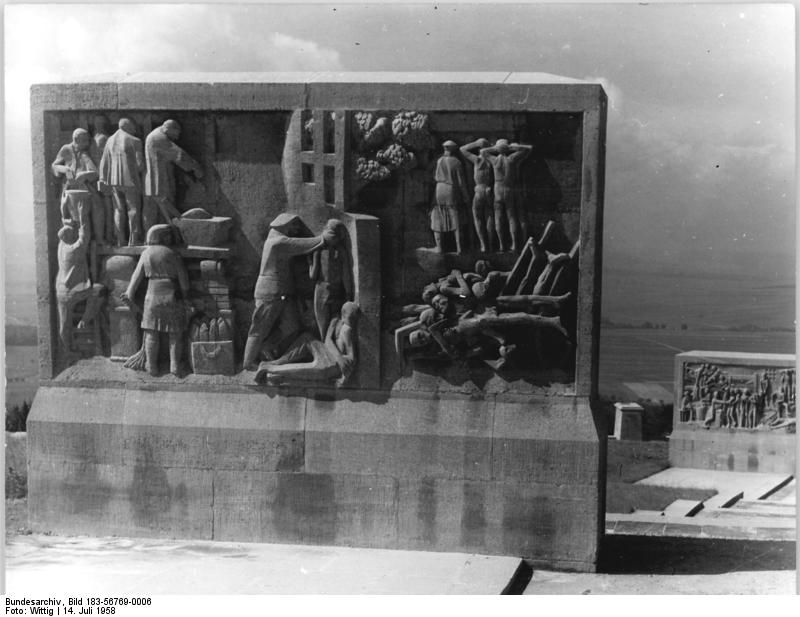
Mahnmal: KZ-Häftlinge beim Bau des Rüstungswerks

Die Wilhelm-Gustloff-Stiftung war eine Parteistiftung der NSDAP, die industrielle Unternehmungen betrieb. Sie war benannt nach Wilhelm Gustloff. Dieser war ein Alter Kämpfer (er hatte am Hitlerputsch 8. / 9. November 1923 teilgenommen), hatte nach Machtergreifung des NS-Regimes in der Schweiz agitiert und war dort am 4. Februar 1936 von einem jüdischen Studenten erschossen worden. Gustloff wurde von der NS-Propaganda zum „Blutzeugen“ hochstilisiert.

## Geschichte
Die Stiftung wurde am 27. Mai 1936 in Weimar vom Gauleiter Thüringens, Fritz Sauckel, gegründet. Am 10. September 1936 ernannte Adolf Hitler Sauckel zum Stiftungsführer. Vorsitzender des Verwaltungsrates der Wilhelm-Gustloff-Stiftung war Otto Eberhardt bis zu seinem Tod im Januar 1939. Sein Nachfolger war Walther Schieber, der 1943 durch Otto Demme abgelöst wurde.
Das industrielle Vermögen der Stiftung basierte auf dem 1935 im Zuge der „Arisierung“ enteigneten Suhler Simson-Werk. Diese wurden in BSW (Berlin-Suhler Waffen- und Fahrzeugwerke), 1939 in Wilhelm-Gustloff-Werke umbenannt. 1936 erwarb die Stiftung das Weimarer Werk der Bautzener Waggon- und Maschinenfabrik AG und baute das sogenannte Fritz-Sauckel-Werk zu einer reinen Waffenfabrik um. 1938 folgte der Kauf der Meuselwitzer Maschinenfabrik Heymer & Pilz AG. Dort wurden Drehbänke und Bergbauanlagen hergestellt. Im gleichen Jahr wurde in Österreich die „arisierte“ Hirtenberger Patronenfabrik übernommen. In den Jahren 1939/1940 ließ Sauckel außerdem durch die Stiftung in Weimar eine moderne Werkzeugmaschinenfabrik errichten. Die zentrale Produktionshalle, eine Sheddachhalle, hatte Abmessungen von 140 Meter Breite und 144 Meter Länge.

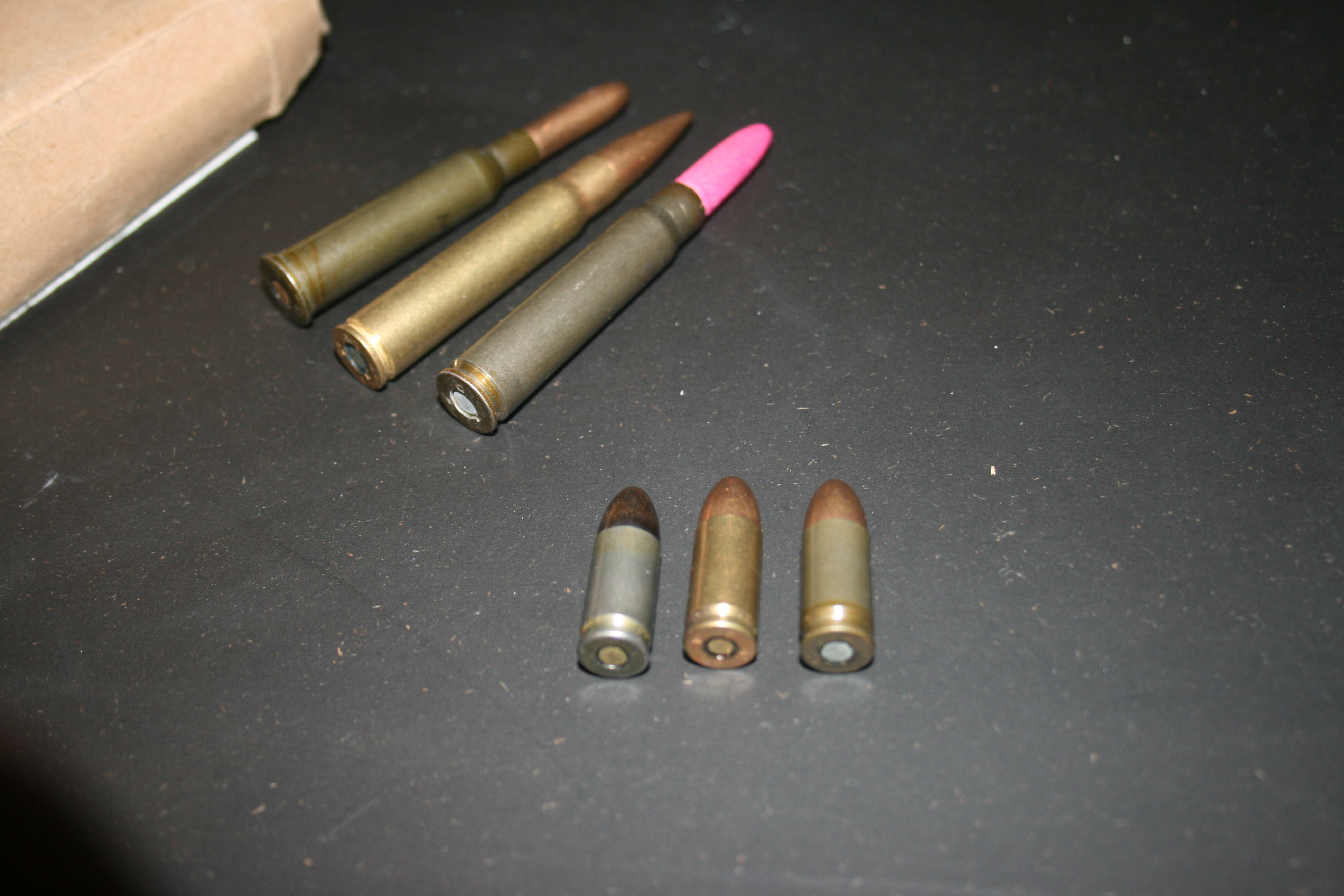
Patronen aus den Wilhelm-Gustloff-Werken in Mauthausen

Eine weitere Neugründung folgte am 18. Dezember 1940 in Weimar mit der Ventimotor GmbH. Die Forschungs- und Entwicklungsgesellschaft sollte dezentrale Kleinwindkraftwerke für landwirtschaftliche Betriebe und dezentrale Windkraftanlagen im Rahmen des Generalplans Ost entwickeln. Walther Schieber wurde Geschäftsführer.
Am 1. Januar 1939 folgte aus steuerrechtlichen und statutarischen Erwägungen die Umbenennung in Wilhelm-Gustloff-Werke, Nationalsozialistische Industriestiftung. Diese war einer der größten Rüstungskonzerne in Mitteldeutschland. Die Stiftungsbetriebe fertigten – insbesondere in Suhl – rund ein Viertel der gesamten Produktion an Maschinengewehren für das deutsche Heer.
Unter anderem wurde ab März 1943 auch eine Waffenfabrik neben dem Konzentrationslager Buchenwald bei Weimar betrieben. In dieser Waffenfabrik mussten bis zu 2290 Häftlinge arbeiten. Sie waren in zwei Außenlagern untergebracht.
1944 gelang es den Gustloff-Werken, die AGO Flugzeugwerke in Oschersleben von den Eigentümern AEG und Stahlwerk Mark AG Wengern zu erwerben sowie das Flugzeugwerk REIMAHG („Reichsmarschall Hermann Göring“) bei Kahla als Tochtergesellschaft zu gründen. Dieses wurde wegen des Zwangsarbeitslagers mit 2000 bis 3000 Todesfällen bekannt.

## Verwandte Themen
- Gustloff-Pistole – eine von den Gustloff-Werken Suhl entwickelte Faustfeuerwaffe, die jedoch nicht in Serie ging